# 방사성 원소
방사성 원소(放射性元素)
방사선을 내는 동위원소. 천연방사성원소와 인공방사성원소가 있다. 천연방사성원소에는 우라늄·라듐이 있고 원자번호 84 이상의 원소가 모두 방사선을 내는 것으로 밝혀졌다. 인공방사성원소에는 플루토늄·아메리슘·테크네튬 등이 있는데 원자로에서 방사선을 쏘아 핵변환을 일으켜 만든다. 좁은 의미로는 모든 동위 원소가 방사성 동위 원소인 것을 일컫기도 한다.